# حلوبي كبير
حلوبي كبير قرية سوريّة تتبع إداريّاً لمحافظة حلب منطقة عفرين ناحية شران، بلغ تعداد سكانها 103 نسمة حسب التعداد السكاني لعام 2004.